# Wien-brygga

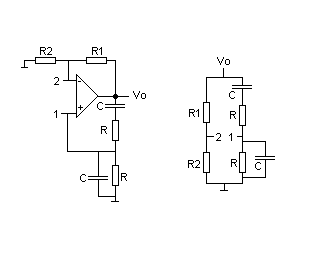
Wien-brygga med bryggan utritad

En Wien-brygga är en speciell typ av sinusoscillator. Bilden visar en Wien-brygga i sitt enklaste utförande. Om Z1 är den övre impedansen och Z2 den nedre kan man visa att slingförstärkningen ges av:
{\displaystyle T(s)=-(1+{\frac {R_{1}}{R_{2}}}){\frac {Z_{2}}{Z_{1}+Z_{2}}}}
där alltså
{\displaystyle Z_{1}(s)={\frac {RCs+1}{Cs}}}
och
{\displaystyle Z_{2}(s)={\frac {R}{RCs+1}}}
Tillämpning av Barkhausen-kriteriet ger:
{\displaystyle f_{0}={\frac {1}{2\pi RC}}}
och
{\displaystyle R_{1}=2R_{2}\ }
dvs en förstärkning, Av, på 3.
I sitt enklaste utförande tenderar Wien-bryggan att vara aningen instabil. Den klipper exempelvis gärna topparna på sinussignalen. Det finns dock ett antal sätt att minimera detta problem. En metod är att använda en termistor (NTC) i stället för R1, en annan involverar ett par motkopplade zenerdioder och lite väl valda resistanser. Om kretsen inte startar kan man prova med att öka R1 med typiskt 10%.
Genom att använda sig av en stereopotentiometer i stället för de båda resistanserna, R, kan man göra Wien-bryggan svepbar i frekvens.